# Lonicera bournei
Lonicera bournei är en kaprifolväxtart som beskrevs av William Botting Hemsley. Lonicera bournei ingår i släktet tryar, och familjen kaprifolväxter. Inga underarter finns listade i Catalogue of Life.